# Elaine Tanner
Elaine Tanner (n. 22 februarie 1951, Vancouver, British Columbia, Canada) este o înotătoare ce a reprezentat Canada, medaliată olimpică. A participat la o ediție a Jocurilor Olimpice (1968) în care a câștigat 3 medalii de argint și o medalie de bronz.